# فهد (ناقلة جنود)
فهد هي ناقلة جنود مدرعة مصرية صممت لكى تناسب احتياجات الجيش المصري. تعتبر فهد نسبيا مركبة أخف وأصغر وأكثر تدريعا وأرخص تكلفة من باقى المركبات المدرعة الحديثة. استبدلت بها المركبات المصرية القديمة مثل بي تي أر-40. استخدمتها سبع دول أخرى غير مصر وحتى الآن لا تزال مستخدمة من قبل الأمم المتحدة.
تصميم المدرعة المرن بالإضافة لسرعتها وقدرتها على المناورة يجعل من الممكن تصميم فئات جديدة تناسب مختلف المتطلبات العسكرية.

## التصميم
المركبة مبنية من الدروع الملحومة والتي تستطيع أن تحميها ضد هجوم بمدفع رشاش عيار 7.62 مم. المركبة مزودة بتكييف هواء. السائق يجلس في الأمام على الجانب الأيسر وعلى جانبه الأيمن يجلس القائد وأمامهما توجد نافذتان يمكن تغطيتهما بدرع مضاد للرصاص، يوجد باب جانبى والذي يخرج منه الجنود.

### التسليح
يمكن أن يركب على يه ثلاثة مدافع رشاشة كلا منها عيار 7.62 مم مع 1,500 طلقة، واحد في الخلف والاثنين الاخرين واحد على كل جانب.

### المناورة
تمتلك فهد قدرة جيدة على المناورة فتصل سرعتها إلى 100 كم/س على الطريق مع مدى 700 كم أو 65 كم/س ومدى 450 كم خارج الطريق، مع محرك مرسيدس بنز OM 366 ديزل، قدرة 280 حصان و 2,200 دورة في الدقيقة، المركبة أيضا تستطيع التغلب على المنحدرات بنسبة 80% والمنحدرات الجانبية بنسبة 30%. أيضا عبور الخنادق التي يصل عرضها إلى 800 مم والعقبات العمودية مع أقصى ارتفاع 0.5 متر.

## نسخ

### سيارة الإسعاف
نموذج سيارة الإسعاف مبنى كلية على المدرعة العادية مع بعض التعديلات، فيستطيع أن يحمل أربعة مرضى ممددين أجسادهم وأربعة أخرى ن جالسين، ومزود بأدوات طبية وفلاش خارجي وكشاف ضوء موضوع على سطح المدرعة للحالات الطارئة، مع أضواء داخلية مزدوجة. والطاقم يتكوم من سائق وطبيب ومضمد.

### مكافحة الشغب
نموذج مكافحة الشغب مبنى على فهد 280, وفيه يتم استبدال المدافع المثبتة على السطح بمدافع ضخ مياه قدرة 180 لتر/دقيقة وأبراج قاذفات قنابل لإطلاق قنابل الغاز المسيل للدموع والأدخنة.يوجد أيضا حاجز من الصلب في مقدمة المركبة الا زالة الحواجز التي تكون في الشوارع. أيضا يوجد جهاز إنذار متعدد النغمات مع مكبر صوت للتحدث بصوت عال. ويمكن للمركبة حمل عشرة أشخاص.

### مركبة زرع الألغام
نموذج أخر من فهد يمكنها من التحول إلى أداة لزرع الألغام المضادة للدبابات، فيملك هذا النوع من فهد القدرة الكبيرة على المناورة وزرع الألغام في وقت قصير. نظام زرع الألغام المستخدم هو Nather-2, وهو مزود بوحدة تحكم تمكنه من تحديد اتجاه زرع الألغام يسارا أو يمينا أو خلف السيارة.
يستطيع نظام زرع الألغام تكوين حقل ألغام من 1500 إلى 3000 متر طولا ومن 26-30 متر عرضا بكثافة من 0.2 إلى 1 لغم في المتر المربع باستخدام أربع وحدات.

## المستخدمون
- مصر (1400)
- الكويت (210)
- بنغلاديش (66)
- الجزائر (200)
- عُمان (31)
- السودان (35)
- بوركينا فاسو: تسلمت البلاد عددا من مركبات فهد في 2024.[4]
- فرنسا: تعاقدت علي شراء عدد غير محدد لصالح قوات حفظ السلام 2025.